# Роберта Б'янконі
Роберта Б'янконі (італ. Roberta Bianconi; нар. 8 липня 1989, Рапалло, Італія) — італійська ватерполістка, срібна призерка Олімпійських ігор 2016 року.

## Виступи на Олімпіадах
| Олімпіада           | Дисципліна | Місце |
| ------------------- | ---------- | ----- |
| Лондон 2012         | водне поло | 7     |
| Ріо-де-Жанейро 2016 | водне поло | 2     |